# ماتيا كاسايجا
ماتيا كاسايجا (من مواليد 28 مايو 1944) هو سياسي أوغندي. وهو وزير المالية الحالي في حكومة أوغندا. تم تعيينه في هذا المنصب في 1 مارس 2015، ليحل محل ماريا كيوانوكا، التي تم تعيينها في منصب كبير مستشاري الرئيس للشؤون المالية. وفي الفترة من 27 مايو 2011 حتى 28 فبراير 2015، شغل منصب وزير الدولة للمالية (التخطيط) في مجلس وزراء أوغندا. وقد حل محل إفرايم كامونتو الذي تمت ترقيته إلى وزير السياحة. وقبل ذلك شغل منصب وزير الدولة للشؤون الداخلية في الفترة من 1 يونيو 2006 حتى مايو 2011. وهو أيضًا عضو منتخب في البرلمان عن مقاطعة بويانجا، منطقة كيبالي.

## حياته الشخصية
ماتيا كاسايجا متزوج. يقال إنه يستمتع بالسفر والسباحة والقراءة والرياضة.

## روابط خارجية
- موقع برلمان أوغندا